# 廣西高等法院
廣西省高等法院，是中華民國大陸時期的二級法院之一，屬於普通法院，行政組織上直屬司法行政部之監督；審級上以最高法院為上級審法院。民國38年（1949年）為止，共計21年。

## 廣西省高等審判廳

### 本廳
民國2年（1913年）廣西軍政府按照北洋軍閥政府關於審判機構設置及審判案件實行四級三審制的規定，將全省的審判機構分為三級：初級審判廳、地方審判廳、高級審判廳及其分廳。本廳設有廳長、庭長（由該庭的推事一人充任）、推事、書記官長、書記官。輔助人員設有錄事、承發吏、庭丁等。
民國16年（1927年）11月，廣西省高等審判廳改為廣西省高等法院時，設有民事庭、刑事庭、秘書室、人事室、統計室等機構，分別管理案件審理和司法行政事務。人員配置有院長、首席檢察官、民事庭庭長、刑事庭庭長各1人，推事、檢察官、書記官長、書記官、候補及學習書記官、錄事若干人。
民國8年（1919年），廣西省高等審判廳隨省政府由桂林遷至南寧。

### 分廳
民國8年（1919年）9月20日，根據北洋軍閥政府司法部的命令，決定分期分批籌備省道治高等審判廳分廳。將當時廣西共分6道，分別設立南寧道第一分廳（1920年置）、桂林道第六分廳（1920年置）、蒼梧道第二分廳（1921年置）、柳江道第三分廳（1922年置）、鎮南道第四分廳（1923年置）、田南道第五分廳（1923年置）。

### 地方審判廳和初級審判廳
民國初期，廣西設有桂林、梧州、南寧、龍州地方審判廳和臨桂、蒼梧、南寧、龍州初級審判廳。民國3年（1914年）4月繼續實行行政兼理司法制度。桂林、梧州、南寧、龍州4個地方的審判廳及其所轄的臨桂、蒼梧、南寧、龍州4個初級審判廳先後被裁撤。
廣西除設立審判廳的地方外，其他各縣之司法事務，概由縣公署兼理，並附設審檢所。審檢所內設幫審員1—3人，書記官1—3人，審理第一審民事和刑事案件。民國2年（1913年）3月，裁撤審檢所，改為縣知事兼理司法事務，並按照北洋政府頒佈的《縣知事兼理司法事務暫行條例》規定，設承審員協助縣知事審理案件，「縣知事審理案件由承審員與知事同負其責任。」縣知事關於司法事務受高等審判檢察廳廳長監督，承審員受縣知事之監督。各縣設司法承審員1—2人，承案書記員1—2人，典獄官1人，判決書由縣知事署名，承審員副署，蓋用縣印。
民國8年（1919年）9月，根據北洋軍閥政府司法部的命令，籌備地方審判廳。計有邕寧、蒼梧、桂平（以上3個1920年置）、龍州、平樂、桂林（以上3個1921年置）、武鳴、馬平、宜山（以上3個1922年置）、崇善（以上1個1923年置）、百色、天保、凌雲（以上3個1924年置）、鬱林（以上1個1926年置）等14地方審判廳。
地方審判廳設廳長（兼民事庭或刑事庭庭長，薦任7級）、推事（薦任9級，以其中資深者1人兼任民事庭或刑事庭庭長）、候補或學習推事、書記官長（委任5級）、書記官（委任13級）、承發吏、庭丁等。初級審判廳設推事（有2人時以資深者1人為監督推事）、錄事、承發吏、庭丁等。
民國15年（1926年）8月，根據武漢國民政府司法部的規定，各地方審判廳改稱地方法院。設有民事、刑事、簡易、執行等庭，人員配置有院長（兼刑庭庭長職務）、首席檢察官、庭長、推事、檢察官、書記官長、書記官、錄事等，分別管轄規定由其受理的第一審案件及舊日道屬各縣的第二審簡易民刑訴訟案件。
原由縣長兼理司法審判各縣，先後成立司法委員會公署，按照事務繁簡，分別派遣司法委員1人或2人，從縣長手中接管各縣司法事務，以作為設置法院之過渡，其職權與縣長兼理司法審判時相同。

## 廣西省高等法院

### 本院
民國16年（1927年）9月實行四級三審制。民國21年（1932年）10月頒佈《法院組織法》，規定中央和地方的普通審判機關，由原來的四級改為三級。管轄案件如下：關於內亂外患及妨害國交之刑事第一審訴訟案件，不服地方法院及其分院第一審判決而上訴之民事刑事訴訟案件，不服地方法院及其分院裁定而抗告之案件。
高等法院置院長1人，由簡任推事兼任，綜理全院行政事務並監督所屬行政事務。下設民事庭、刑事庭、秘書室（內分總務、文牘、典獄3科）、會計室、統計室、人事室。分設庭長、推事、書記官長、主任書記官、各室主任、書記官、錄事、法醫師、技士、公設辯護人、承發吏、執達員等人員。民國24年（1935年）增設候補推事、候補書記官、登記員、執達員、警長、檢驗員。
廣西省高等法院原設在南寧，民國25年（1936年）10月隨省會遷移到桂林，以廣西省轄境為其管轄區域。民國33年（1944年）秋，日本侵略軍第2次入侵廣西，桂林等地緊急疏散，同年12月省高等法院遷移百色高等法院第八分院，設立高等行署，暫時辦公。民國34年（1945年）抗戰結束後返回桂林。民國38年（1949年）秋中共解放軍逼近桂林時，廣西省政府遷往南寧，省高等法院隨遷南寧。同年12月4日南寧易手，省高等法院由中國人民解放軍軍事管制委員會接管。

### 分院
民國17年（1928年）至35年（1946年），廣西省高等法院在各地設有8個分院：第一分院設於桂林，第二分院設於梧州，第三分院設於柳州、第四分院設於龍州、第五分院設於鬱林、第六分院設於宜山、第七分院設於平樂、第八分院設於百色。各分院行使廣西省高等法院之職權，受理本身的一審案件和所屬地方法院之上訴案件。各分院置民事庭、刑事庭。人員配置為：院長1人，民事庭、刑事庭庭長各1人，推事、書記官長、主任書記官、書記官、司法員警、承發吏、庭丁若干人。
民國37年（1948年）各分院改以所在縣市命名，依序分別改稱桂林分院，蒼梧分院，柳江分院，龍津分院，鬱林分院，宜山分院，平樂分院，百色分院。

### 地方法院
民國17年（1928年）至24年（1935年），廣西省共設置桂林、邕寧、蒼梧、柳州、龍州、鬱林、宜山、平樂、百色、貴縣、武鳴、桂平、崇善、凌雲、天保等15個地方法院。設置民事審判庭、刑事審判庭、民事簡易庭、刑事簡易庭、人事室、統計室、民事執行室、登記室等機構。人員配置一般為：院長兼刑庭庭長1人、民庭庭長1人、推事5人、候補推事2人、書記官長1人、候補書記官4人、學習書記官3人、錄事5人、承發吏4人、檢驗吏2人、警長兼看守1人、警兵14人。受理所在縣的民事、刑事第一審訴訟案件；受理不服轄區內各縣初審機關之判決而控訴抗告的案件及非訴事件。
民國22年（1933年）以後，根據《中華民國法院組織法》關於地方法院可設立地方法院分院、分庭的規定，分別增設了鬱林、平樂、宜山等3個地方法院分院及全縣、興安、靈川、灌陽、恭城、富川、賀縣、鐘山、懷集、平南、容縣、桂平、貴縣、橫縣、扶南等15個地方分庭，各分院、分庭設民、刑事簡易審判庭各1個，主任推事、推事各1人，書記官2人。民國26年（1937年）廣西全面實施《刑事訴訟法》，各地設立的地方法院分院及分庭分別撤銷或改設為地方法院。
民國37年（1948年）為止，廣西省共設置桂林、邕寧、蒼梧、柳江、龍津、鬱林、宜山、平樂、百色、貴縣、容縣、桂平、賀縣、橫縣、懷集、賓陽、平南、博白、全縣、藤縣、都安、北流、鐘山、陸川、荔浦25個地方法院。

### 縣司法處
凡未設立地方法院的縣，設司法處，由縣長兼處長，下設承審員，代行審判案件。受理案件有民事、刑事第一審訴訟案件。但法律另有規定者，不在此限；非訴訟案件。置審判官（審判官有2人以上時，以1人為主任審判官）、書記官（有2人以上時，以1人為主任書記官），檢驗員、執達員、錄事、司法員警等。
民國37年（1948年）為止，廣西省共有永淳、扶南、綏淥、隆安、同正、上思、憑祥、寧明、明江、思樂、上金、崇善、左、養利、萬承、雷平、鎮結、龍茗、靖西、鎮邊、武鳴、上林、隆山、那馬、忻城、遷江、平治、果德、柳江、象縣、三江、柳城、融縣、中渡、容、武宣、來賓、修仁、富川、昭平、蒙山、信都、恭城、靈川、興安、灌陽、資源、龍勝、義寧、百壽、永福、陽朔、岑溪、興業、田陽、田東、向都、天保、敬德、淩雲、樂業、田西、鳳山、萬岡、河池、南丹、天峨、羅城、天河、宜北、思恩、東蘭等75個縣司法處。

### 高等特種刑事法庭
廣西省政府根據民國16年（1927年）7月26日武漢國民政府頒佈的《特別刑事臨時法庭組織條例》規定，於該年10月15日設立廣西特種刑事地方臨時法庭，臨時法庭設庭長1人，審判員3人至6人，一等書記員1人，二等書記員2人，三等書記員2人，錄事3人，雜役4人。特種刑事地方臨時法庭的任務是，審判關於共產黨及土豪劣紳之刑事訴訟案件。
民國37年（1948年）4月廣西根據國民政府公佈施行的《特種刑事法庭組織條例》和《特種刑事法庭審判條例》，在桂林設立高等特種刑事法庭。桂林高等特種刑事法庭由在桂林的國民黨、軍隊、憲兵、政府、員警、法院各主官共同合商籌設，專司審理共產黨案件。

### 監管機構
民國元年（1912年）中華民國建立後，接收清代遺留的省、府、州、縣監獄，推行近代監獄制度。民國3年（1914年），廣西參考司法部的京師監獄，先後開辦了桂林第一監獄（1915年以原清廣西模範監獄成立）、南寧第二監獄（1919年成立）及蒼梧第三監獄（1936年成立）。抗戰期間各監獄均遭日軍佔領，各項設備遭到嚴重破壞。抗戰結束後，廣西第一、三監獄先後復辦並修復。第二監獄不再復辦。

## 民國時期廣西省歷任廳長、院長
| 廣西高等審判廳廳長         | 廣西高等審判廳廳長 | 廣西高等審判廳廳長         |
| 姓名                       | 任職日期           | 職務                       |
| -------------------------- | ------------------ | -------------------------- |
| 魏繼昌                     | 民國2年3月4日      | 廳長                       |
| 葉鏡湜                     | 民國2年5月29日     | 廳長                       |
| 張學璟                     | 民國3年3月         | 廳長                       |
| 許受衡                     | 民國6年9月19日     | 廳長                       |
| 安永昌                     | 民國7年7月2日      | 廳長                       |
| 闞宗驥                     | 民國7年10月20日    | 廳長                       |
| 黃用中                     | 民國10年1月22日    | 廳長                       |
| 葉鏡湜                     | 民國10年5月3日     | 廳長                       |
| 藍呈祺                     | 民國12年4月10日    | 廳長                       |
| 莫庭光                     | 民國12年6月20日    | 廳長                       |
| 何慶雲                     | 民國13年2月15日    | 廳長                       |
| 廣西省高等法院院長         |                    |                            |
| 姓名                       | 任職日期           | 職務                       |
| 朱朝森                     | 民國17年4月2日     | 院長                       |
| 林超南                     | 民國19年7月7日     | 院長                       |
| 林寶華                     | 民國20年8月9日     | 院長                       |
| 朱朝森                     | 民國25年7月23日    | 院長                       |
| 申守真                     | 民國29年11月1日    | 院長                       |
| 申守真                     | 民國34年2月15日    | 院長                       |
| 朱煥虨                     | 民國37年12月13日   | 院長                       |
| 陳錫瑚                     | 民國38年5月23日    | 院長                       |
| 廣西省高等法院第一分院院長 |                    |                            |
| 姓名                       | 任職日期           | 職務                       |
| 陳祖信                     | 民國26年1月1日     | 代理院長兼桂林地方法院院長 |
| 何雋鴻                     | 民國34年7月1日     | 院長                       |
| 廣西省高等法院第二分院院長 |                    |                            |
| 姓名                       | 任職日期           | 職務                       |
| 林世才                     | 民國26年1月1日     | 代理院長兼蒼梧地方法院院長 |
| 廣西省高等法院第三分院院長 |                    |                            |
| 姓名                       | 任職日期           | 職務                       |
| 吳仁才                     | 民國26年1月1日     | 代理院長兼柳州地方法院院長 |
| 廣西省高等法院第四分院院長 |                    |                            |
| 姓名                       | 任職日期           | 職務                       |
| 陳文煊                     | 民國26年1月1日     | 代理院長兼龍州地方法院院長 |
| 廣西省高等法院第五分院院長 |                    |                            |
| 姓名                       | 任職日期           | 職務                       |
| 劉品彬                     | 民國26年1月1日     | 代理院長兼郁林地方法院院長 |
| 廣西省高等法院第六分院院長 |                    |                            |
| 姓名                       | 任職日期           | 職務                       |
| 蕭寶文                     | 民國26年1月1日     | 代理院長兼宜山地方法院院長 |
| 廣西省高等法院第七分院院長 |                    |                            |
| 姓名                       | 任職日期           | 職務                       |
| 梁軫                       | 民國26年1月1日     | 代理院長兼平樂地方法院院長 |